# Aellopos titan
Aellopos titan (Cramer, 1777) è un lepidottero appartenente alla famiglia Sphingidae, diffuso in America Settentrionale, Centrale e Meridionale.

## Descrizione

### Adulto
Il corpo ha una colorazione bruna anche molto scura, e presenta una banda bianca trasversale sulla parte dorsale del IV segmento addominale, comune anche ad altre specie congeneri.
L'ala anteriore presenta una colorazione brunastra scura, con una macchia nera prossimale alla cellula (che la distingue dalla simile A. fadus), e due bande di macchie bianche traslucide, nella parte postmediana; l'ala posteriore ha di norma zone più chiare in prossimità della costa e del tornus (D'Abrera, 1986).
Le antenne sono clavate, di media lunghezza, con uncinatura terminale.
I sessi sono simili, ma nel maschio le zampe anteriori presentano due rilevanti ciuffi neri, uno dei quali al termine del femore, l'altro in prossimità dell'apice della tibia. Nel genitale maschile, l'edeago somiglia più a quello di A. tantalus tantalus che non a A. fadus.

L'apertura alare va dai 55 ai 65 mm.

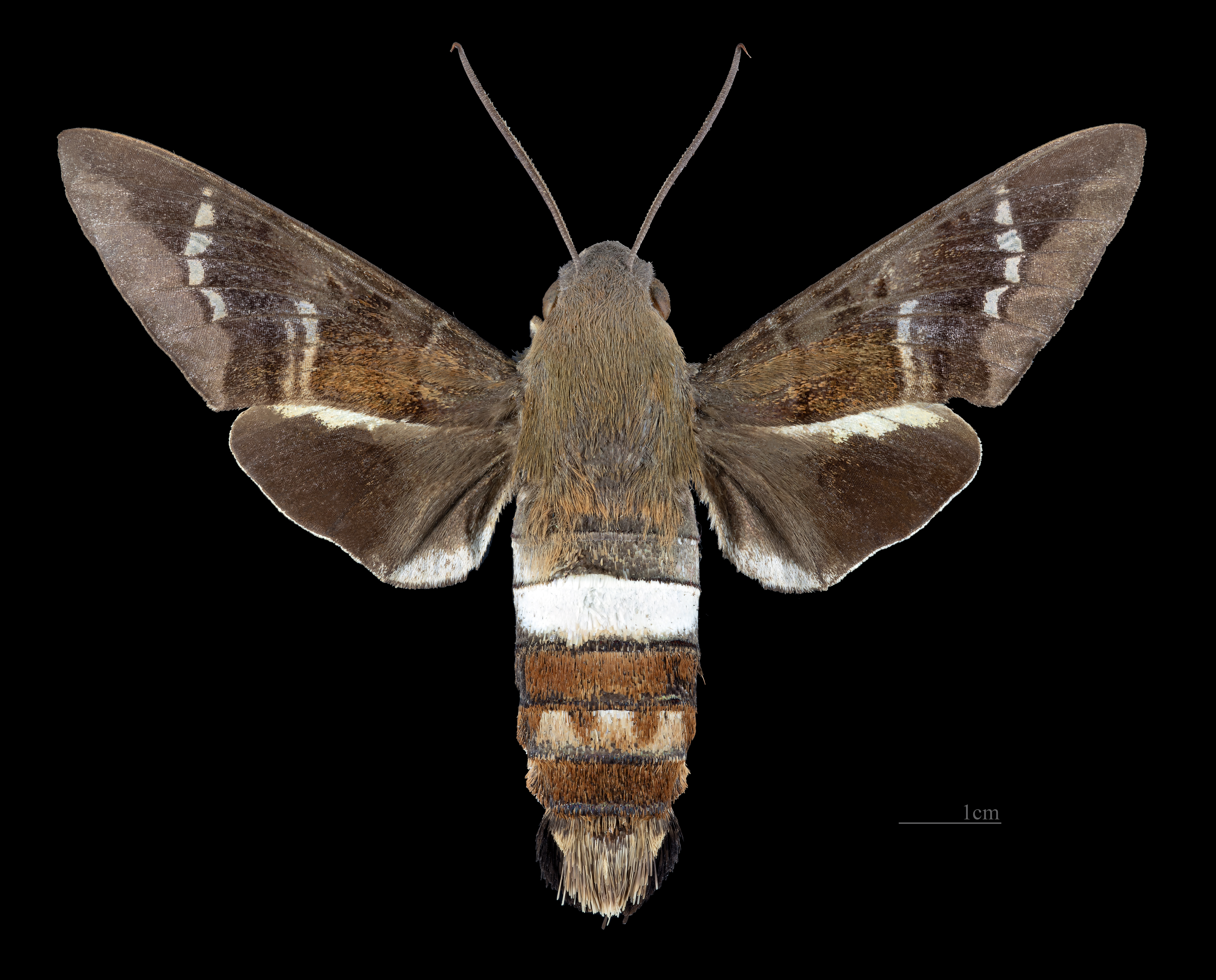
Aellopos titan ♂
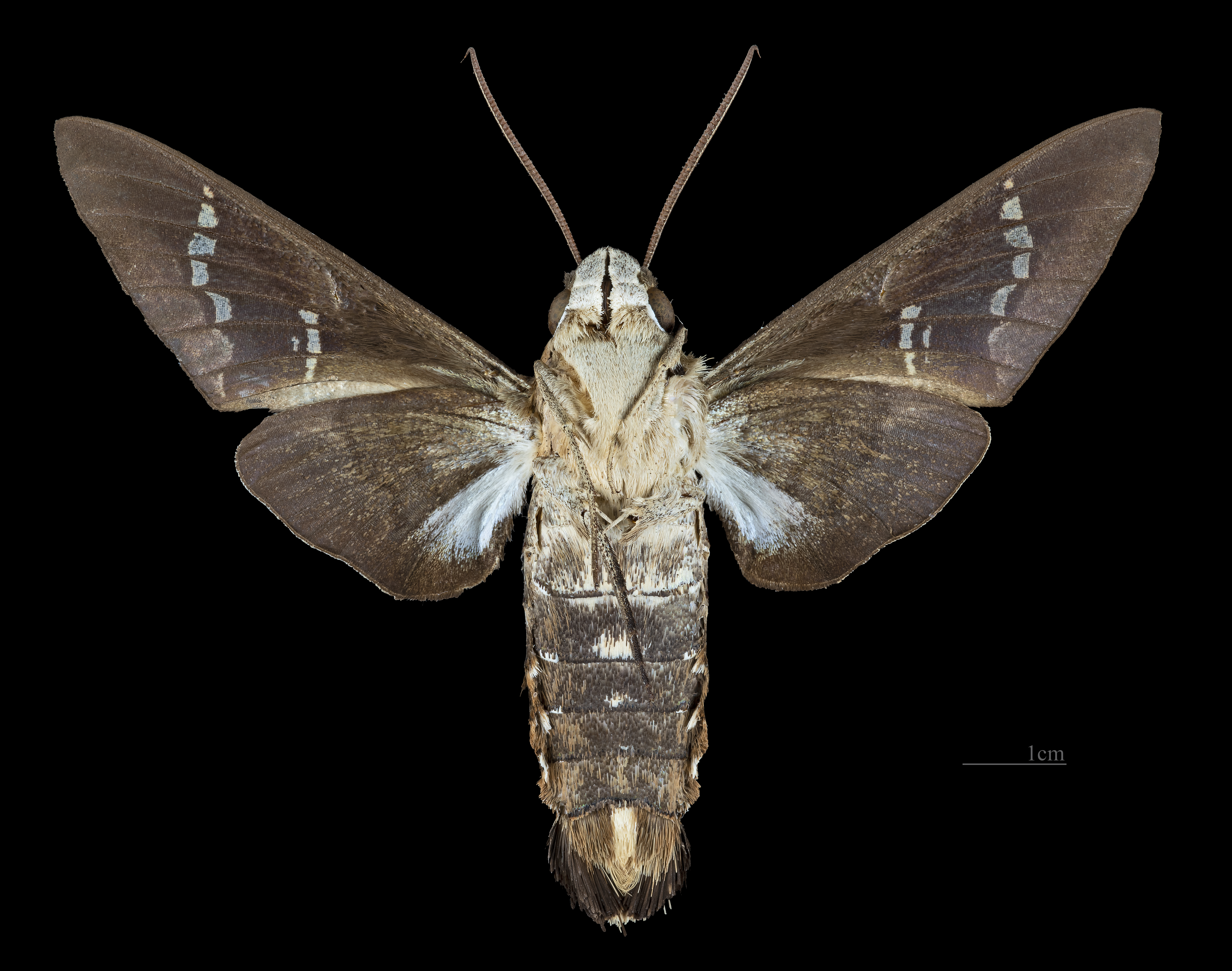
Aellopos titan ♂   △
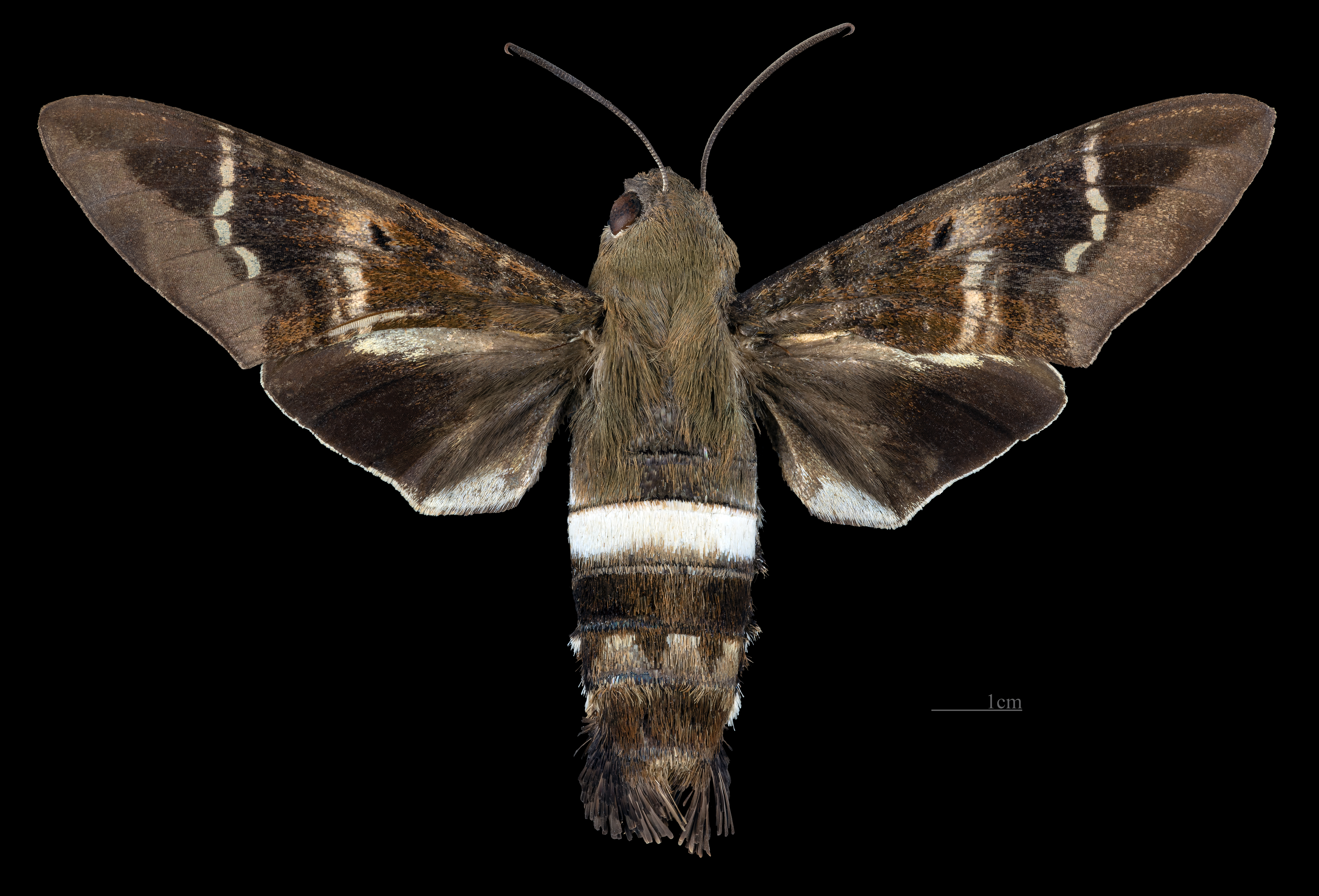
Aellopos titan   ♀
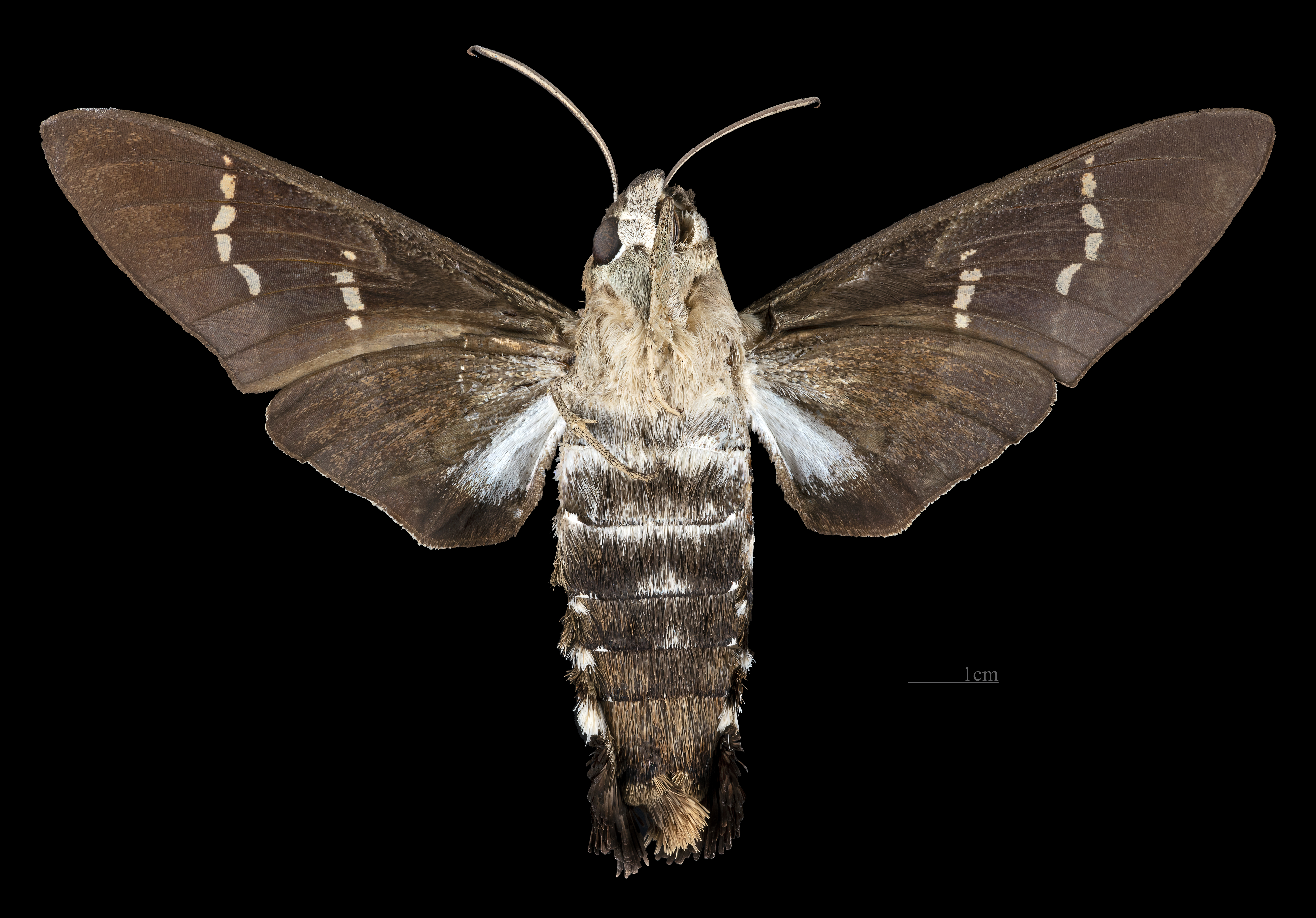
Aellopos titan   ♀ △

### Larva
Il bruco è molto simile a quello di A. fadus. Entrambi presentano colorazione variabile, con colorazioni-base marroni o verdi, una banda mediana verde, e sette paia di bande laterali bianche oblique, bordate di verde scuro o nero. Le pseudozampe risultano color verde pallido a livello prossimale, e verde scuro nella zona distale, e possono essere maculate (D'Abrera, 1986).

### Pupa
Le pupe appaiono scure, lisce e lucide; possono essere rinvenute libere a livello della lettiera del sottobosco.

## Distribuzione e habitat
L'areale va dagli Stati Uniti (Maine, Nord Dakota, Michigan, Arkansas, California meridionale, Florida, Arizona meridionale) fino al Messico, alle Isole caraibiche, all'Argentina, al Suriname e all'Uruguay.

## Biologia
Questa farfalla è una buona volatrice ed ha abitudini diurne; i dati precisi sulla sua etologia sono relativamente scarsi.

### Periodo di volo
La specie è univoltina, peculiarmente nella parte più settentrionale dell'areale, con una generazione tra giugno e ottobre.

### Alimentazione
I bruchi si alimentano su foglie di Rubiaceae come:
- Casasia clusiifolia (Jacq.) Urb.
- Cephalanthus occidentalis L.
- Randia aculeata L.
- Randia grandifolia (Donn. Sm.) Standl.
- Randia monantha Benth..

Risulta inoltre essere pianta ospite anche la specie Albizia adinocephala (Donn.Sm.) (fam. Fabaceae).
Gli adulti suggono il nettare dai fiori appartenenti ai generi Phlox (fam. Polemoniaceae), e Lantana (fam. Verbenaceae).

## Tassonomia

### Sottospecie
Vengono distinte due sottospecie:
- Aellopos titan titan Cramer, 1777
- Aellopos titan cubana Clark, 1936 (Cuba)

### Sinonimi
Sono stati riportati tre sinonimi:
- Aellopos titan aguacana Gehlen, 1944
- Sesia titan cubana Clark, 1936
- Sphinx titan Cramer, 1777